# Friedemann Greiner
Friedemann Greiner (* 1946 in Nürnberg) ist ein deutscher Theologe, der sich vor allem mit dem interreligiösen Dialog, der Ökumene und dem Verhältnis von Politik und Theologie beschäftigt.
Friedemann Greiner studierte nach Ablegung der Reifeprüfung Evangelische Theologie und Philosophie an der Ludwig-Maximilians-Universität München, wo er 1976 bei Wolfhart Pannenberg über die Theologie und Religionsphilosophie des katholischen Theologen  Karl Rahner promoviert wurde. Danach war er Dozent an der Sanitätsakademie der Bundeswehr in München.
Von 1991 bis 2011 war er Direktor der Evangelischen Akademie Tutzing. Er schuf den renommierten „Toleranzpreis“ und rief die „Stiftung Schloss Tutzing“ ins Leben (2007).
Seit 1998 ist er Mitglied im Rundfunkrat des Bayerischen Rundfunks, ab 2002 als Vertreter der Evangelisch-Lutherischen Kirche in Bayern. 2002 wurde er Vorsitzender des Programmausschusses des Bayerischen Fernsehens.
Seit Juli 2013 ist Greiner Honorarkonsul der Republik Ruanda für das Land Bayern mit Sitz in Tutzing.
Greiner wurde mit der Bayerischen Verfassungsmedaille in Silber, dem Verdienstkreuz am Bande der Bundesrepublik Deutschland und dem Bayerischen Verdienstorden ausgezeichnet.

## Schriften
- Die Menschlichkeit der Offenbarung : die transzendentale Grundlegung der Theologie bei Karl Rahner, München, Kaiser 1978 (Münchner Monographien zur historischen und systematischen Theologie, Band 2, gleichzeitig seine Dissertation)